# Corendon Airlines
Corendon Airlines (eigentlich Turistik Hava Taşımacılık A.Ş.) ist eine türkische Billigfluggesellschaft mit Sitz in Antalya und Basis auf dem Flughafen Antalya. Sie ist eine Schwestergesellschaft der niederländischen Corendon Dutch Airlines und der maltesischen Corendon Airlines Europe.

## Geschichte

Ehemaliges Logo der Corendon Airlines

Corendon Airlines wurde im Jahr 2004 als Tochterunternehmen der Corendon-Gruppe, eines türkisch-belgisch-niederländischen Touristikunternehmens, gegründet und nahm den Flugbetrieb im Jahr 2005 auf.
Im Jahr 2020 wurde die Fluggesellschaft offizieller Werbepartner des 1. FC Nürnberg. In dem Zusammenhang wurde auch bekannt, dass ein Flugzeug in den Farben des Clubs den Flughafen Nürnberg bedienen werde. Die Partnerschaft wurde 2024 durch den FCN beendet.
Im April 2023 wurde bekannt, dass die Corendon Airlines und ihre Schwestergesellschaften in Zahlungsschwierigkeiten stecken. So soll die Fluggesellschaft die deutsche Luftverkehrsabgabe in Höhe von 6 Millionen Euro nicht entrichtet haben, weshalb das zuständige Hauptzollamt Gießen einen Pfändungsbeschluss gegen die Fluggesellschaften erlassen hat. Grund für die Zahlungsschwierigkeiten soll neben dem russischen Überfall auf die Ukraine und gestiegenen Treibstoffpreisen vor allem die übermäßig starke Erweiterung des Flugplans zur Sommersaison 2022 überwiegend mit Flugzeugen im Wet-Lease gewesen sein, die nicht dem tatsächlichen Bedarf entsprach.

## Flugziele
Corendon Airlines fliegt von mehreren türkischen Flughäfen Ziele in Europa, Russland und Iran an.
Im deutschsprachigen Raum werden Basel-Mülhausen, Berlin, Bremen, Rostock-Laage, Dresden, Düsseldorf, Frankfurt Main, Friedrichshafen, Hamburg, Hannover, Karlsruhe/Baden-Baden, Leipzig/Halle, Lübeck, Köln/Bonn, Münster/Osnabrück, München, Nürnberg, Paderborn/Lippstadt, Stuttgart, Wien, Erfurt-Weimar und Zürich angeflogen.

## Flotte

### Aktuelle Flotte

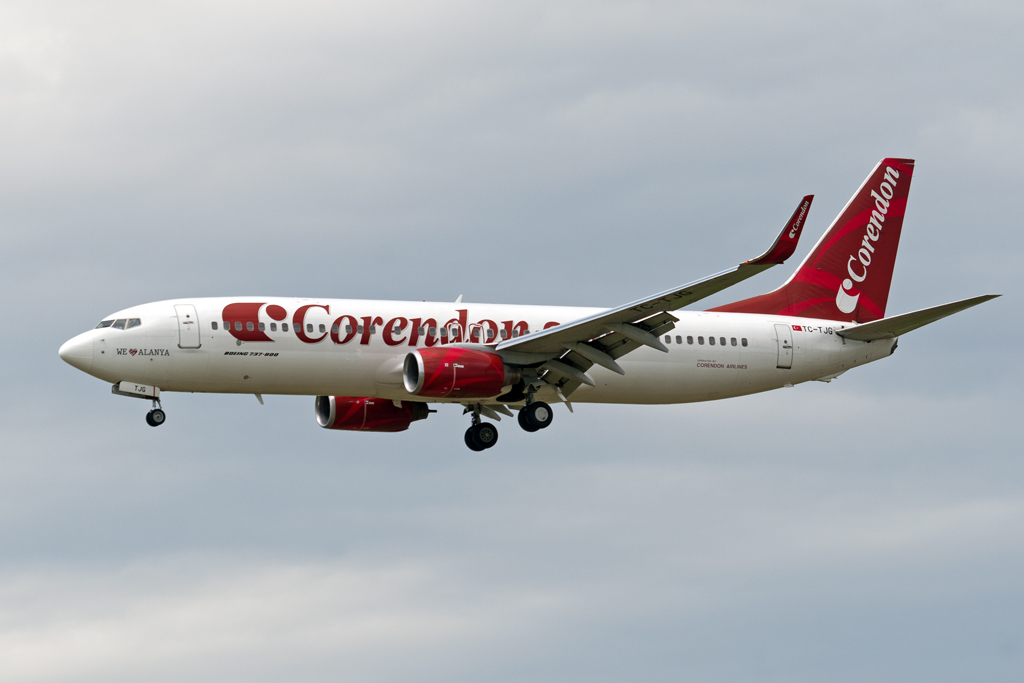
Boeing 737-800 der Corendon Airlines

Mit Stand November 2024 besteht die Flotte der Corendon Airlines aus 15 Flugzeugen mit einem Durchschnittsalter von 9,6 Jahren:
| Flugzeugtyp      | Anzahl | bestellt | Anmerkungen                                  | Sitzplätze (Eco+/Eco) | Durchschnittsalter |
| ---------------- | ------ | -------- | -------------------------------------------- | --------------------- | ------------------ |
| Boeing 737-800   | 09     |          | alle mit Winglets ausgestattet; eine inaktiv | 189 (-/189)           | 14,0 Jahre         |
| Boeing 737 MAX 8 | 06     |          | zwei inaktiv                                 | 189 (-/189)           | 03,1 Jahre         |
| Gesamt           | 15     | –        |                                              |                       | 9,6 Jahre          |

#### Aktuelle Sonderbemalungen
| Flugzeugtyp    | Luftfahrzeugkennzeichen | Bemalung      | Zeitraum      | Bild |
| -------------- | ----------------------- | ------------- | ------------- | ---- |
| Boeing 737-800 | TC-TJY                  | „Antalyaspor“ | seit Mai 2021 |      |

#### Ehemalige Sonderbemalungen
| Flugzeugtyp    | Luftfahrzeugkennzeichen | Bemalung                       | Zeitraum                  | Bild |
| -------------- | ----------------------- | ------------------------------ | ------------------------- | ---- |
| Boeing 737-300 | TC-TJB                  | „Kids & Co“                    | März 2012 bis Januar 2016 |      |
| Boeing 737-800 | TC-COH                  | „Eurovision Song Contest 2020“ | März 2020 bis Juni 2022   |      |

### Ehemalige Flugzeugtypen
In der Vergangenheit setzte Corendon Airlines bereits folgende Flugzeugtypen ein:
- Boeing 737-300/-400
- Airbus A321-200
- Airbus A330-300

## Zwischenfälle
- Am 14. Oktober 2012 kam es an einer Boeing 737-800 der Corendon Airlines (Luftfahrzeugkennzeichen TC-TJK), die zwischen Antalya und Trondheim auf einem Linienpassagierflug verkehrte, zu einem Rumpfschaden, nachdem das Flugzeug während des Pushbacks vom Flugsteig in Brand geriet. Bei der Evakuierung wurden 27 Passagiere verletzt. Als Ursache wurde ein Kurzschluss im Cockpit in der Nähe eines Sauerstofftanks ermittelt.[8]

## Trivia
- Nach eigenen Angaben ist der Firmenname eine Ableitung vom türkischen Wort für das Mineral Korund.[9]
- Die Fluggesellschaft ist Sponsor des deutschen Radsportteams Bike Aid.[10]